# Óblast de Múrmansk
L'óblast de Múrmansk (en rus Му́рманская о́бласть, transliterat Múrmanskaia óblast) és una óblast i subjecte federal de la Federació Russa, localitzada a la part nord-oest del país. Administrativament, Múrmansk forma part del districte federal del Nord-Oest i regió econòmica del Nord. La capital provincial és la ciutat homònima de Múrmansk.

## Geografia
Geogràficament, l'óblast de Múrmansk es troba localitzada en la pràctica totalitat de la península de Kola, la qual està també en la seua pràctica totalitat al cercle polar àrtic i forma part de la regió geogràfica de la Lapònia, la qual ocupa quatre estats sobirans. Els límits provincials són amb la república de Carèlia, a Rússia, al sud; amb la Lapònia finesa a l'oest i amb el Comtat de Troms i Finnmark al nord-oest. A més, està banyada per la Mar de Barentsz al nord i la Mar Blanca al sud i l'est. l'óblast d'Arkhànguelsk limita amb Múrmansk per la mar blanca.
La majoria del relleu de l'óblast és muntanyós.

### Clima
Sempre segons la classificació climàtica de Köppen, moltes zones de la península de Kola tenen un clima subàrtic. Segons la mateixa classificació climàtica, les illes que formen part de l'óblast tenen un clima de tundra.

## Administració

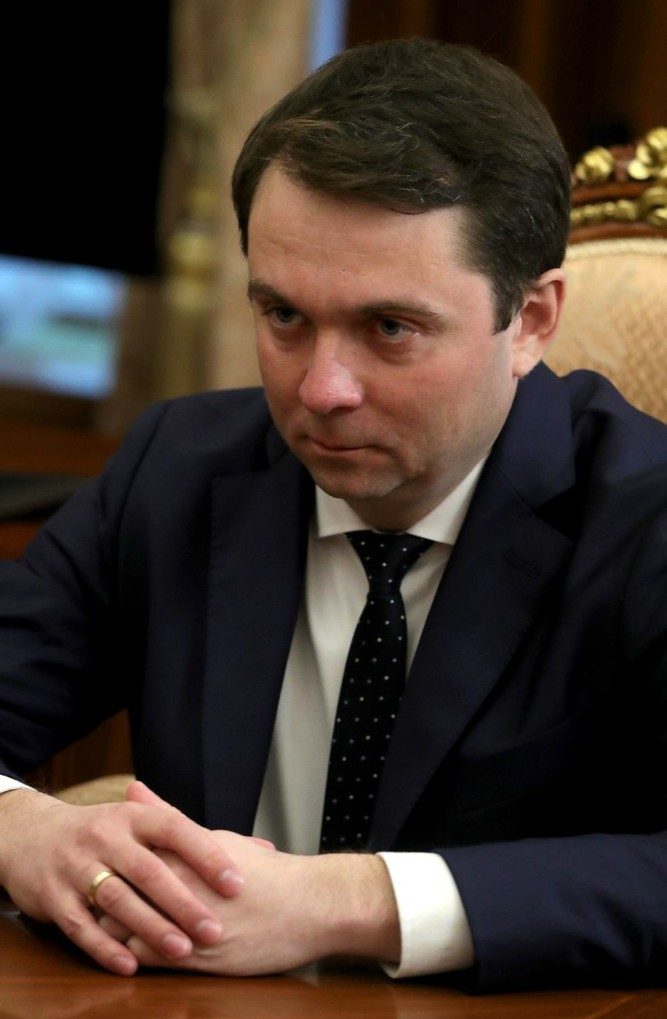
Andrei Txibis, governador

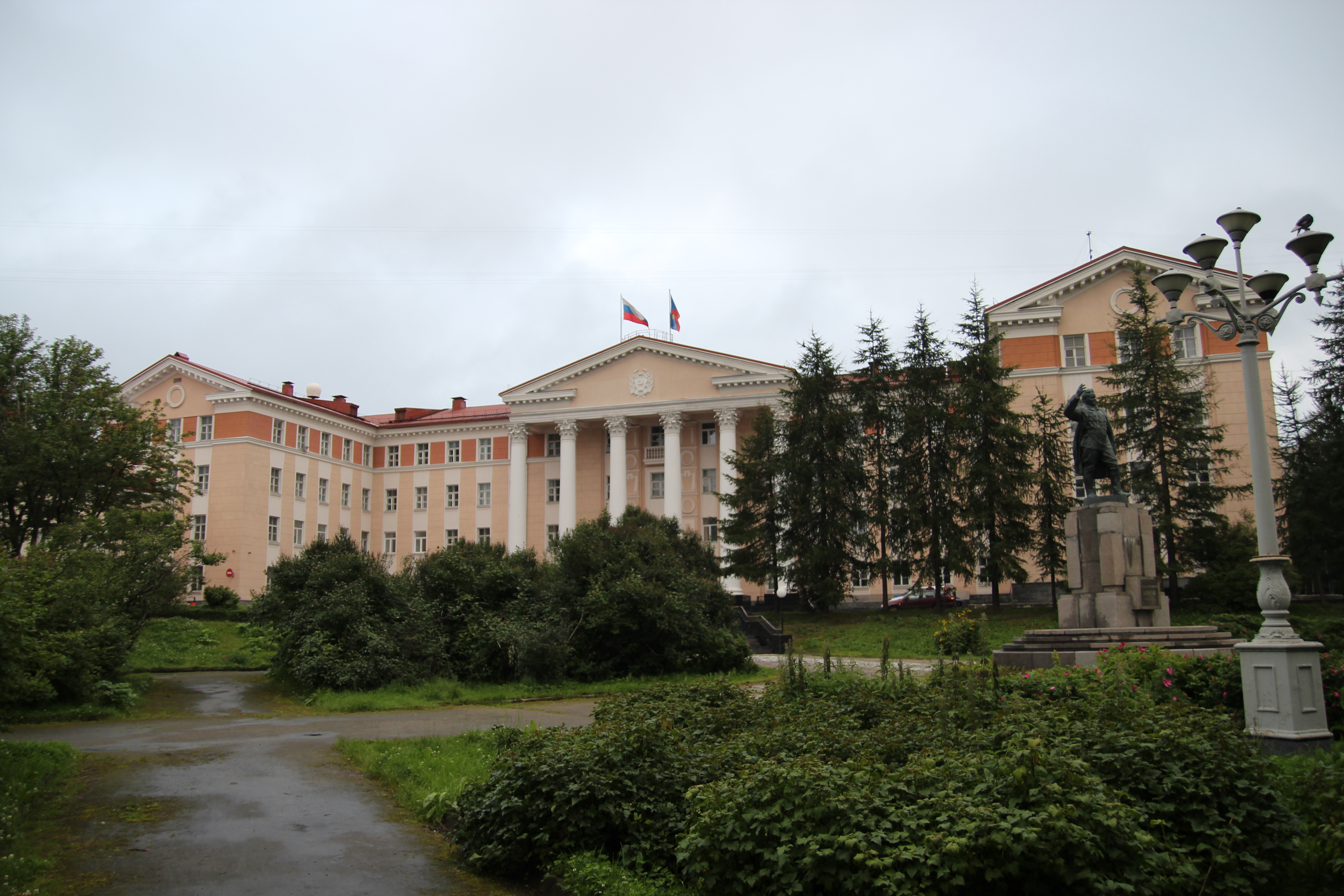
Edifici de la Duma

### Governador
| Governador          | Inici del mandat | Fi del mandat | Partit | Partit |
| Ievgénii Komaróv    | 10-XI-1991       | 7-XII-1996    |        | PCUS   |
| Iúrii Ievdokímov    | 7-XII-1996       | 21-III-2009   |        | RU     |
| Dmitrii Dimitriénko | 25-III-2009      | 4-IV-2012     |        | RU     |
| Marína Kóvtun       | 13-IV-2012       | 21-III-2019   |        | RU     |
| Andréi Txíbis       | 27-IX-2019       | -             |        | RU     |

### Parlament
| Duma de l'óblast de Múrmansk (2019-2023) | Duma de l'óblast de Múrmansk (2019-2023) | Duma de l'óblast de Múrmansk (2019-2023) | Duma de l'óblast de Múrmansk (2019-2023) |
| P: Sergei Dubovoi (UR)                   | P: Sergei Dubovoi (UR)                   | V: Vladímir Mixtxenko (UR)               | V: Vladímir Mixtxenko (UR)               |
| Grups polítics                           | Grups polítics                           | Grups polítics                           | Regidors                                 |
| ---------------------------------------- | ---------------------------------------- | ---------------------------------------- | ---------------------------------------- |
|                                          | Rússia Unida                             | RU                                       | 25 / 32                                  |
|                                          | Partit Comunista de la Federació Russa   | PCFR                                     | 3 / 32                                   |
|                                          | Rússia Justa                             | RJ                                       | 2 / 32                                   |
|                                          | Partit Liberal Democràtic de Rússia      | PLDR                                     | 1 / 32                                   |
|                                          | Partit dels Pensionistes                 | PP                                       | 1 / 32                                   |